# Real High
Real High je čtvrté studiové album americké zpěvačky Nite Jewel. Vydáno bylo 5. května 2017 společností Gloriette Records a spolu se zpěvačkou jej produkoval její manžel Cole M. Greif-Neill. Ten je rovněž spoluautorem některých písní. Dále se na albu podíleli například Julia Holter, Harland Burkhart a Dâm-Funk.

## Seznam skladeb
| Pořadí | Název                        | Autor                           | Délka |
| ------ | ---------------------------- | ------------------------------- | ----- |
| 1.     | In the Nite                  | Nite Jewel, Cole M. Greif-Neill | 2:46  |
| 2.     | Had to Let Me Go             | Nite Jewel, Cole M. Greif-Neill | 4:27  |
| 3.     | 2 Good 2 Be True             | Nite Jewel, Cole M. Greif-Neill | 3:43  |
| 4.     | Real High                    | Nite Jewel                      | 4:05  |
| 5.     | The Answer                   | Nite Jewel                      | 3:41  |
| 6.     | I Don't Know                 | Nite Jewel, Cole M. Greif-Neill | 3:19  |
| 7.     | When I Decide (It's Alright) | Nite Jewel, Cole M. Greif-Neill | 3:36  |
| 8.     | Who U R                      | Nite Jewel                      | 3:59  |
| 9.     | Part of Me                   | Nite Jewel                      | 3:24  |
| 10.    | Obsession                    | Nite Jewel                      | 4:09  |
| 11.    | R We Talking Long            | Nite Jewel                      | 3:45  |